# Would You like a Tour?
Would You Like a Tour? fue una gira de conciertos por parte del rapero canadiense Drake.

## Actos de apertura
- Future
- Miguel
- Jhené Aiko
- PartyNextDoor
- The Weeknd
- 2 Chainz

## Lista de temas
1. "Tuscan Leather" (First verse)
2. "Headlines"
3. "Crew Love"
4. "Tuscan Leather" (Third verse)
5. "Furthest Thing"
6. "Wu-Tang Forever"
7. "Own It"
8. "Pop That"
9. "No New Friends"
10. "Love Me" (with Future)
11. "Honest" (with Future)
12. "Same Damn Time" (with Future)
13. "Fuckin' Problems"
14. "The Motto"
15. "Versace"
16. "HYFR (Hell Ya Fucking Right)"
17. "The Motion"
18. "Come Thru"
19. "From Time"
20. "Hold On, We're Going Home"
21. "Connect"
22. "Too Much"
23. "Pound Cake"
24. "Worst Behavior"
25. "The Language"
26. "305 To My City"
27. "All Me"
28. "Started from the Bottom"

## Fechas de la gira
| Fecha                   | Ciudad           | País           | Lugar                            |              |
| Norteamérica            | Norteamérica     | Norteamérica   | Norteamérica                     | Norteamérica |
| ----------------------- | ---------------- | -------------- | -------------------------------- | ------------ |
| 18 de octubre de 2013   | Pittsburgh       | Estados Unidos | Consol Energy Center             |              |
| 21 de octubre de 2013   | Montreal         | Canadá         | Bell Centre                      |              |
| 22 de octubre de 2013   | Ottawa           | Canadá         | Canadian Tire Centre             |              |
| 24 de octubre de 2013   | Toronto          | Canadá         | Air Canada Centre                |              |
| 26 de octubre de 2013   | Hartford         | Estados Unidos | XL Center                        |              |
| 27 de octubre de 2013   | Newark           | Estados Unidos | Prudential Center                |              |
| 28 de octubre de 2013   | New York City    | Estados Unidos | Barclays Center                  |              |
| 30 de octubre de 2013   | Boston           | Estados Unidos | TD Garden                        |              |
| 31 de octubre de 2013   | Washington, D.C. | Estados Unidos | Verizon Center                   |              |
| 2 de octubre de 2013    | Charlotte        | Estados Unidos | Time Warner Cable Arena          |              |
| 5 de noviembre de 2013  | Miami            | Estados Unidos | American Airlines Arena          |              |
| 6 de noviembre de 2013  | Tampa            | Estados Unidos | Tampa Bay Times Forum            |              |
| 7 de noviembre de 2013  | Atlanta          | Estados Unidos | Philips Arena                    |              |
| 9 de noviembre de 2013  | Nueva Orleans    | Estados Unidos | New Orleans Arena                |              |
| 10 de noviembre de 2013 | Dallas           | Estados Unidos | American Airlines Center         |              |
| 12 de noviembre de 2013 | San Antonio      | Estados Unidos | AT&T Center                      |              |
| 13 de noviembre de 2013 | Houston          | Estados Unidos | Toyota Center                    |              |
| 16 de noviembre de 2013 | Phoenix          | Estados Unidos | US Airways Center                |              |
| 18 de noviembre de 2013 | Sacramento       | Estados Unidos | Sleep Train Arena                |              |
| 19 de noviembre de 2013 | Oakland          | Estados Unidos | Oracle Arena                     |              |
| 21 de noviembre de 2013 | Anaheim          | Estados Unidos | Honda Center                     |              |
| 22 de noviembre de 2013 | Las Vegas        | Estados Unidos | MGM Grand Garden Arena           |              |
| 24 de noviembre de 2013 | San Diego        | Estados Unidos | Viejas Arena                     |              |
| 25 de noviembre de 2013 | Los Ángeles      | Estados Unidos | Staples Center                   |              |
| 28 de noviembre de 2013 | Vancouver        | Canadá         | Rogers Arena                     |              |
| 30 de noviembre de 2013 | Calgary          | Canadá         | Scotiabank Saddledome            |              |
| 1 de diciembre de 2013  | Edmonton         | Canadá         | Rexall Place                     |              |
| 3 de diciembre de 2013  | Portland         | Estados Unidos | Moda Center                      |              |
| 4 de diciembre de 2013  | Tacoma           | Estados Unidos | Tacoma Dome                      |              |
| 7 de diciembre de 2013  | Kansas City      | Estados Unidos | Sprint Center                    |              |
| 8 de diciembre de 2013  | Minneapolis      | Estados Unidos | Target Center                    |              |
| 9 de diciembre de 2013  | Indianapolis     | Estados Unidos | Bankers Life Fieldhouse          |              |
| 11 de diciembre de 2013 | Saint Louis      | Estados Unidos | Scottrade Center                 |              |
| 12 de diciembre de 2013 | Chicago          | Estados Unidos | United Center                    |              |
| 13 de diciembre de 2013 | Columbus         | Estados Unidos | Nationwide Arena                 |              |
| 15 de diciembre de 2013 | Buffalo          | Estados Unidos | First Niagara Center             |              |
| 16 de diciembre de 2013 | Detroit          | Estados Unidos | The Palace of Auburn Hills       |              |
| 18 de diciembre de 2013 | Philadelphia     |                | Wells Fargo Center               |              |
| Europa                  |                  |                |                                  |              |
| 19 de febrero de 2014   | Frankfurt        | Alemania       | Festhalle Frankfurt              |              |
| 21 de febrero de 2014   | Montpellier      | Francia        | Arena Montpellier                |              |
| 24 de febrero de 2014   | París            | Francia        | Palais Omnisports de Paris-Bercy |              |
| 25 de febrero de 2014   | París            | Francia        | Palais Omnisports de Paris-Bercy |              |
| 27 de febrero de 2014   | Berlín           | Alemania       | O2 World                         |              |
| 1 de marzo de 2014      | Estocolmo        | Suecia         | Ericsson Globe                   |              |
| 2 de marzo de 2014      | Oslo             | Noruega        | Oslo Spektrum                    |              |
| 3 de marzo de 2014      | Copenhague       | Dinamarca      | Forum Copenhagen                 |              |
| 5 de marzo de 2014      | Ámsterdam        | Países Bajos   | Ziggo Dome                       |              |
| 7 de marzo de 2014      | Oberhausen       | Alemania       | König Pilsener Arena             |              |
| 8 de marzo de 2014      | Bruselas         | Bélgica        | Palais 12                        |              |
| 11 de marzo de 2014     | Manchester       | Inglaterra     | Phones 4u Arena                  |              |
| 12 de marzo de 2014     | Manchester       | Inglaterra     | Phones 4u Arena                  |              |
| 14 de marzo de 2014     | Sheffield        | Inglaterra     | Motorpoint Arena                 |              |
| 15 de marzo de 2014     | Glasgow          | Inglaterra     | SSE Hydro                        |              |
| 16 de marzo de 2014     | Nottingham       | Inglaterra     | Capital FM Arena Nottingham      |              |
| 18 de marzo de 2014     | Dublín           | Irlanda        | The O2                           |              |
| 20 de marzo de 2014     | Birmingham       | Inglaterra     | National Indoor Arena            |              |
| 21 de marzo de 2014     | Birmingham       | Inglaterra     | National Indoor Arena            |              |
| 22 de marzo de 2014     | Liverpool        | Inglaterra     | Liverpool Echo Arena             |              |
| 24 de marzo de 2014     | Londres          | Inglaterra     | The O2 Arena                     |              |
| 25 de marzo de 2014     | Londres          | Inglaterra     | The O2 Arena                     |              |
| 26 de marzo de 2014     | Londres          | Inglaterra     | The O2 Arena                     |              |
| Oceanía                 |                  |                |                                  |              |
| 23 de febrero de 2015   | Auckland         | Nueva Zelanda  | Vector Arena                     |              |
| 25 de febrero de 2015   | Sídney           | Australia      | Allphones Arena                  |              |
| 27 de febrero de 2015   | Melbourne        | Australia      | Rod Laver Arena                  |              |
| 3 de marzo de 2015      | Perth            | Australia      | Perth Arena                      |              |
| 5 de marzo de 2015      | Brisbane         | Australia      | Brisbane Entertainment Centre    |              |

### Recaudación
| Lugar                  | Ciudad       | Entradas vendidas      | Ganancia   |
| ---------------------- | ------------ | ---------------------- | ---------- |
| Bell Center            | Montreal     | 11,159 / 11,998 (93%)  | $1,033,680 |
| Air Canada Centre      | Toronto      | 15,289 / 15,289 (100%) | $1,398,860 |
| Prudential Center      | Newark       | 12,705 / 12,705 (100%) | $1,135,688 |
| Barclays Center        | Nueva York   | 14,287 / 14,287 (100%) | $1,323,508 |
| Philips Arena          | Atlanta      | 14,244 / 14,244 (100%) | $993,612   |
| The O2 Arena           | Londres      | 50,832 / 50,832 (100%) | $4,272,630 |
| Phones 4U Arena        | Manchester   | 25,445 / 29,320 (87%)  | $1,882,140 |
| Wells Fargo Center     | Philadelphia | 13,440 / 13,440 (100%) | $1,004,923 |
| The O2                 | Dublín       | 9,891 / 11,200 (88%)   | $833,696   |
| Palace of Auburn Hills | Detroit      | 12,036 / 15,261        | $627,635   |
| Tacoma Dome            | Tacoma       | 8,004 / 10,474         | $605,548   |
| O2 World               | Berlín       | 9,823 / 10,621         | $556,617   |
| Target Center          | Minneapolis  | 6,722 / 6,722 (100%)   | $561,816   |
| Staples Center         | Los Ángeles  | 14,896 / 14,896 (100%) | $1,302,766 |
| Moda Center            | Portland     | 6,404 / 9,419          | $564,629   |
| Allphones Arena        | Sídney       | 14,533 / 14,581        | $1,593,220 |
| Perth Arena            | Perth        | 6,838 / 7,289          | $792,004   |